# Marsvinsartade gnagare
Marsvinsartade gnagare (Caviomorpha) är en systematisk grupp i ordningen gnagare. Dessa djur levde ursprungligen bara i Nord- och Sydamerika.

## Kännetecken
Ingen annan djurgrupp bland gnagarna har lika många olikformade medlemmar. Dessa uppkom på grund av Sydamerikas långa isolering från andra kontinenter. De olika medlemmarna anpassade sig till var sin ekologisk nisch. I djurgruppen finns många små arter men även den största gnagaren som idag lever på jorden – kapybaran. Flera arter har en len päls och andra är utrustade med borstigt hår eller taggar. Det förekommer både djur som påminner om harar, djur som liknar råttor och djur som har ett utseende som inte liknar andra djur.
Som alla gnagare har dessa djur en lucka mellan framtänder och kindtänder. I varje käkhalva av övre och undre käken finns en framtand som växer hela tiden. Tandformeln är I 1 C 0 P 1 M 3 – alltså 20 tänder.

## Utbredning och habitat
Med undantag av nordamerikanskt trädpiggsvin som även förekommer i Kanada, USA och Mexiko är alla arter endemiska för Central- och Sydamerika samt öarna i Västindien. Sumpbävern har introducerats utanför de nämnda regionerna, till exempel i Europa. Vissa arter, som marsvinet, hålls över hela världen som sällskapsdjur. Beroende på art förekommer marsvinsartade gnagare i olika habitat, bland annat skogar, gräsmarker, klippiga områden och höga bergstrakter.

## Levnadssätt
De flesta arter i djurgruppen lever på marken. Andra arter lever i träd, under jorden eller i vatten. I gruppen finns nästan uteslutande växtätare. Bara ett fåtal livnär sig även av insekter och bytesdjur som är lite större. Det förekommer arter som lever ensamt och andra som bildar kolonier.
Dräktigheten varar vanligtvis länge och honan föder bara ett fåtal ungdjur per kull. Ungarna är vid födelsen jämförelsevis välutvecklade – särskilt hos de stora arterna har ungdjur vid födelsen päls och öppna ögon. Många ungdjur kan gå redan efter några få timmar och är efter en kort tid oberoende av modern.

## Familjer
- Abrocomidae – chinchillaråttor
- Capromyidae – bäverråttor
- Caviidae – marsvin
- Chinchillidae – harmöss (chinchillor och viscacharåtta)
- Ctenomyidae – kamråttor
- Cuniculidae – pakor
- Dasyproctidae – agutier
- Dinomyidae – pakaranor
- Echimyidae – lansråttor
- Erethizontidae – trädpiggsvin
- Hydrochaeridae – kapybara
- Myocastoridae – sumpbäver
- Octodontidae – buskråttor